# KEXP-FM
KEXP-FM est une station de radio musicale publique américaine basée à Seattle, dans l'État de Washington. Elle est gérée par l'Université de Washington et est soutenue financièrement par l'université, par le philanthrope milliardaire Paul Allen via son Experience Music Project et sa fondation, et par ses auditeurs.
La programmation musicale de KEXP est principalement axée sur le rock dit indépendant ou alternatif. Elle comporte cependant des émissions spécialisées consacrées à de multiples genres de musique, dont, la liste n'étant pas exhaustive, le rockabilly, le blues, le hip hop, la musique électronique, le punk, et la country alternative.
KEXP-FM diffuse ses programmes sur la ville de Seattle et sa région par voie hertzienne sur la fréquence 90,3 MHz (FM), par Internet en diffusion en flux (streaming) et par satellite. Plusieurs de ses émissions sont disponibles en baladodiffusion.

## Histoire
La station, connue depuis 2001 sous l'indicatif de radiodiffusion KEXP, est lancée en 1972 sous le nom KCMU. Ses moyens financiers sont alors très limités : elle est subventionnée par l'École de communication de l'Université de Washington, et est entièrement gérée par les étudiants de l'université. Son émetteur, d'une puissance de seulement 10 watts et situé sur le toit du McMahon Hall, a une portée  — dans les conditions les plus optimales — de six miles (environ 10 kilomètres). La programmation est composée d'émissions propres à la station, telles que l'émission de blues 100 Proof Blooze et l'émission consacrée au jazz progressif Demon Lullaby, ainsi que de programmes dits syndiqués fournis par le réseau de radiodiffusion public NPR auquel la station est à l'origine affiliée.
En 2018, une donatrice anonyme, connue sous le nom de « Suzanne » a légué la somme de 10 millions de dollars US à la station. Selon Betsy Troutman, directrice du développement de KEXP, la donation servira à créer un fonds de dotation, au développement numérique de la radio ainsi qu'à la création de programmes éducatifs.
Depuis 2018, la radio KEXP publie gratuitement sur YouTube une série de sessions musicales intitulée « Live on KEXP ». Ces prestations, enregistrées en studio ou lors de festivals, sont régulièrement remarquées pour leur qualité sonore et visuelle. Plusieurs artistes internationaux de renom y ont participé, parmi lesquels Arctic Monkeys, London Grammar et Black Rebel Motorcycle Club. La plateforme a également accueilli des artistes émergents avant leur percée médiatique, tels que Khruangbin, Glass Beams ou encore Pigs Pigs Pigs Pigs Pigs Pigs Pigs.